# Tetrosomus reipublicae
Tetrosomus reipublicae is een straalvinnige vis uit de familie van de koffervissen (Ostraciidae). De wetenschappelijke naam van de soort is, als Triorus reipublicae, voor het eerst geldig gepubliceerd in 1930 door Gilbert Percy Whitley.